# استارواورتایوو
استارواورتایوو (انگلیسی: Starourtayevo) یک شهرک در شهرستان دیورتیورلینسکی در استان باشقیرستان کشور روسیه است.